# Francesco Coppellotti
Francesco "Nino" Coppellotti (Brescia, 3 dicembre 1883 – Monte Mrzli, 4 novembre 1915) è stato un alpinista, imprenditore e militare italiano. Esplorò la maggior parte delle vette delle prealpi bresciane  e bergamasche, il gruppo dell'Adamello e della Presanella, compiendovi numerose imprese.

## Biografia

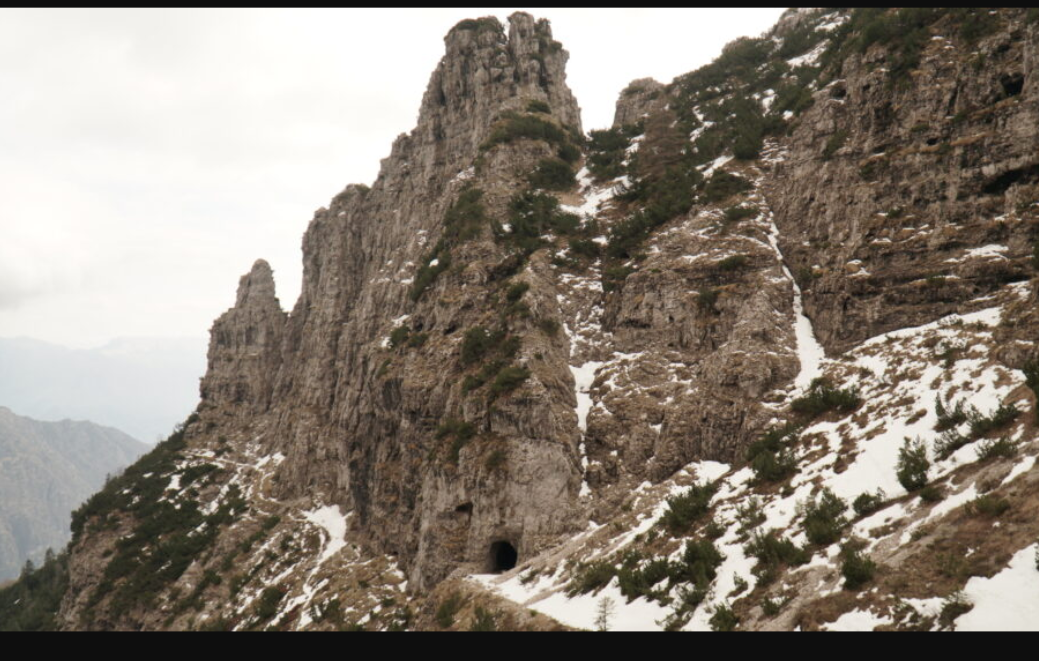
A sinistra il Campanile Berlinghera (1.720 m.), alla sua destra il Torrione omonimo e sotto di esso l'ingresso della galleria stradale scavata nella Prima guerra mondiale

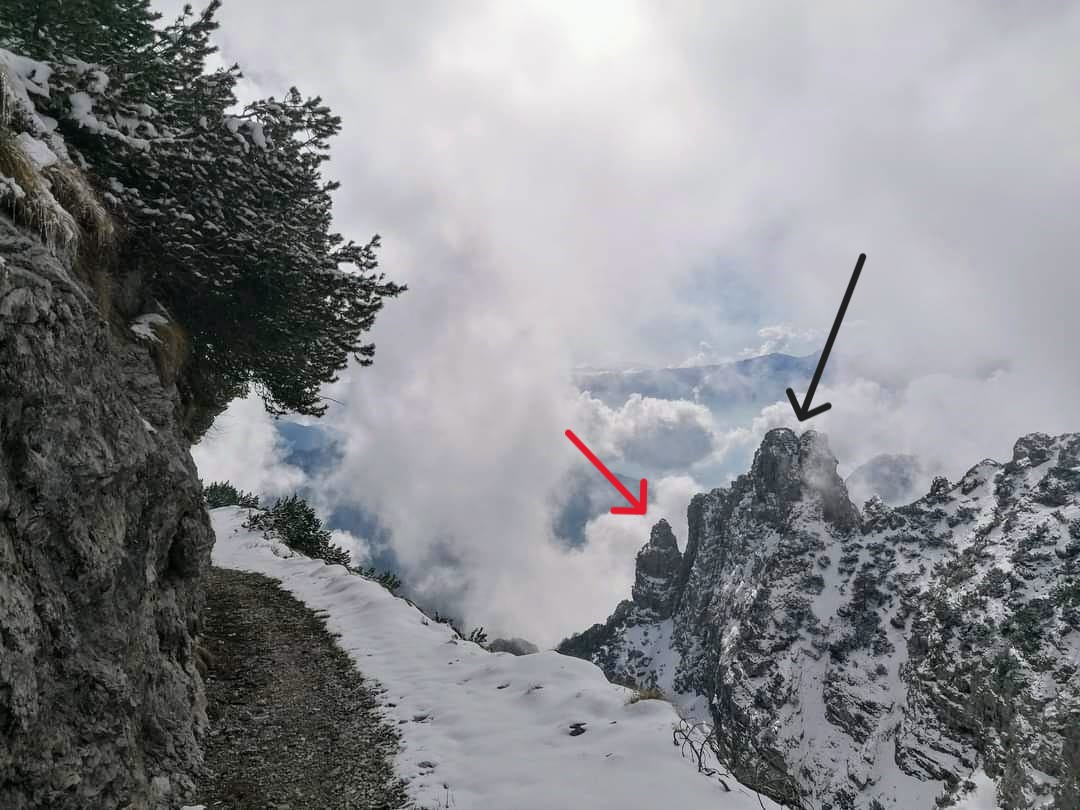
Cima Berlinghera vista dalla Valle di Campo segnata con la freccia nera, Campanile Berlinghera ((1.720 m.) con la freccia rossa

Commerciante e alpinista fu socio del CAI di Brescia dal 1903 e  segretario della Sezione di Brescia. Nel 1906 fu tra i fondatori del "Gruppo Lombardo Alpinisti senza Guide" (G.L.A.S.G.). Si distinse in numerose e pericolose ascensioni e in salvataggi nei quali diede prova di coraggio. Ii 5 febbraio 1906 con Italo Pianella del C.A.I. di Brescia compiva la prima ascensione invernale sul Dosso Alto e nel 1914 le prime esplorazioni della falesia di Monte Castello di Gaino con  Arrigo Giannantonj,  Carlo Bonardi e Perrucchetti. Nel 1908 scalò per la prima volta la Torre Berlinghera del monte Caplone che "da Bocca di Lorina...da un tornante sinistrorso da dove, a destra, parte un sentiero di guerra che passa alla base della parete nord di Torre Berlinghera. La si costeggia su sentiero fin sotto il Campanile. Si sale in un largo camino tra questo e la torre, superando salti successivi con passaggi di II e III grado. Si raggiunge una bocchetta e per rocce friabili lungo lo spigolo (II/III grado) si guadagna la sommità".
Fu per parecchi anni vice-segretario, consigliere e ispettore dei rifugi della Sezione di Brescia del C.A.I. Allo scoppio della Prima guerra mondiale fu volontario nel V Reggimento alpini, promosso al grado di sottotenente nel settembre 1915, fu a Edolo. Passò poi in Val Sozzine con la III Compagnia, facendo la spola tra i posti avanzati del Castellaccio e del Lagoscuro. Il 27 ottobre 1915 fu operativo nella zona del Monte Nero. Morì in combattimento sul  Monte Mrzli, a Tolmino, nella notte tra 3-4 novembre 1915. 
Alla sua memoria l'8 ottobre 1921 gli veniva dedicato un rifugio sul colle San Fermo. Un altro rifugio gli veniva dedicato con inaugurazione avvenuta il 29 giugno 1931, nella Foppa di Variche sotto il Pizzo Camino, sulle rocce soprastanti la conca di Borno a m. 1931 s.m. A Coppellotti vennero dedicate anche la "Torre Nino" di fianco al Cimone della Bagozza e la "Cima Coppellotti" sulla Cresta tra il Passo Salarno e il Corno Triangolo. Su proposta nel 1915 di Gualtiero Laeng gli venne dedicata una cima della catena del Salarno che era prima chiamata Cima Dollia di Mezzo di cui era stato il secondo salitore e il primo fra gli italiani.